# Lusaka
Lusaka este capitala Zambiei și cel mai mare oraș din țară.
1. ↑   https://www.lcc.gov.zm/about-lusaka-2/ Lipsește sau este vid: |title= (ajutor)